# トーマス・モスキオン
トーマス・モスキオン（スペイン語: Tomás Moschión、2000年6月2日 - ）は、アルゼンチンのサッカー選手。ポジションはMF。

## 経歴
8歳の時にサッカーを始め、2009年にCAコロンの下部組織に移籍した。2018年11月4日に行われたプリメーラ・ディビシオンの試合でフランコ・スクリーニに代わって途中出場し、選手初出場を記録した。しかし、トップチームでの出場機会は少なかった。
2024年1月10日、J3リーグのFC今治に完全移籍した。移籍に関しては日本でのプレー経験のある人物から話を聞き、特にコロンのコーチを務めていたグスタボ・サパタからの強い勧めがあったこともあり、来日を決意したと述べている。2月25日のJ3リーグ・ガイナーレ鳥取戦に先発出場して移籍後初出場を記録した。
2015年6月、アルゼンチンU-15代表の練習に招集されたことがある。

## 人物
ボランチの選手であるが、好きな選手はネイマールであると述べている。

## 個人成績
| 国内大会個人成績 | 国内大会個人成績 | 国内大会個人成績 | 国内大会個人成績 | 国内大会個人成績 | 国内大会個人成績 | 国内大会個人成績 | 国内大会個人成績 | 国内大会個人成績 | 国内大会個人成績 | 国内大会個人成績 | 国内大会個人成績 |
| 年度             | クラブ           | 背番号           | リーグ           | リーグ戦         | リーグ戦         | リーグ杯         | リーグ杯         | オープン杯       | オープン杯       | 期間通算         | 期間通算         |
| 年度             | クラブ           | 背番号           | リーグ           | 出場             | 得点             | 出場             | 得点             | 出場             | 得点             | 出場             | 得点             |
| 日本             | 日本             | 日本             | 日本             | リーグ戦         | リーグ戦         | リーグ杯         | リーグ杯         | 天皇杯           | 天皇杯           | 期間通算         | 期間通算         |
| ---------------- | ---------------- | ---------------- | ---------------- | ---------------- | ---------------- | ---------------- | ---------------- | ---------------- | ---------------- | ---------------- | ---------------- |
| 2024             | 今治             | 6                | J3               |                  |                  | 1                | 0                | 0                | 0                |                  |                  |
| 通算             | 日本             | 日本             | J3               |                  |                  |                  |                  |                  |                  |                  |                  |
| 総通算           |                  |                  |                  |                  |                  |                  |                  |                  |                  |                  |                  |